# ラ・トンブ
ラ・トンブ （La Tombe）は、フランス、イル＝ド＝フランス地域圏、セーヌ＝エ＝マルヌ県のコミューン。

## 地理
コミューンは県南東部に位置し、セーヌ川谷の中にある。
村はセーヌ左岸に建設されており、ブレ＝シュル＝セーヌの南西12km、プロヴァンの南西28kmに位置する。

## 由来
『墓』（tombe）という言葉が導き出されるキリスト教ラテン語のtumbaは、古代の墓地を名づけるため使われた。ラ・テーヌ文化の墓所がラ・トンブで発掘されている。

## 歴史
1418年5月26日、ローマ教皇マルティヌス5世の後援のもとでの2か月間の困難な交渉の後、フランス王シャルル7世とブルゴーニュ公ジャン無怖公との間でラ・トンブ条約が調印された。アルマニャック派とブルゴーニュ派との抗争を終わらせるべく結ばれた条約は、5月28日に発生したパリ蜂起が和平への希望を台無しにしたため、すぐに消滅してしまった。

## 人口統計
| 1962年 | 1968年 | 1975年 | 1982年 | 1990年 | 1999年 | 2004年 | 2015年 |
| ------ | ------ | ------ | ------ | ------ | ------ | ------ | ------ |
| 158    | 160    | 154    | 172    | 194    | 222    | 231    | 231    |

参照元:1962年から1999年までは複数コミューンに住所登録をする者の重複分を除いたもの。それ以降は当該コミューンの人口統計によるもの。1999年までEHESS/Cassini、2006年以降INSEE